# Cis,cis-1,3,5-トリアミノシクロヘキサン
cis,cis-1,3,5-トリアミノシクロヘキサン (cis,cis-1,3,5-Triaminocyclohexane) は、化学式 (CH2CHNH2)3を持つ有機化合物で、トリアミンの一つである。トリアミノシクロヘキサンの多くの異性体のうち、cis,cis-1,3,5-誘導体は、錯体化学において一般的な三座配位子として重要で、tachと略される。無色の油状である。
シクロヘキサンのトリスカーバメートから生成される。後者は、シクロヘキサントリカルボン酸からクルチウス転位で生成する。

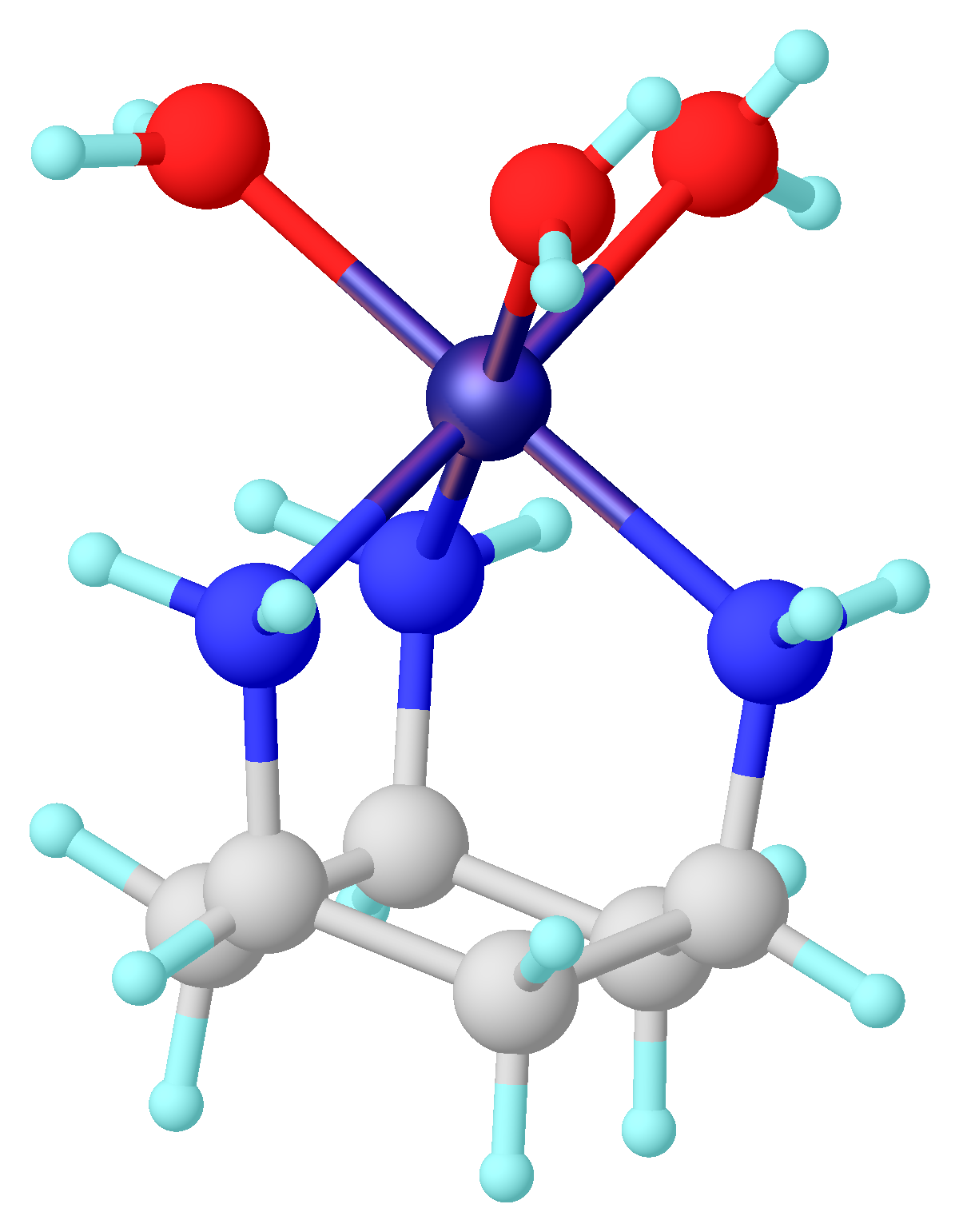
[Ni(TACH)(H_{2}O)_{3}]^{2+}の構造（青色=N、赤色=O、濃青色=Ni）